# إدوين بي. ويليس
إدوين بي. ويليس (بالإنجليزية: Edwin B. Willis)‏ هو مونتير أمريكي، ولد في 28 يناير 1893 في ديكادور في الولايات المتحدة، وتوفي في 26 نوفمبر 1963 في هوليوود في الولايات المتحدة بسبب سرطان.

## وصلات خارجية
- إدوين بي. ويليس على موقع IMDb (الإنجليزية)
- إدوين بي. ويليس على موقع ألو سيني (الفرنسية)
- إدوين بي. ويليس على موقع أول موفي (الإنجليزية)
- إدوين بي. ويليس على موقع قاعدة بيانات الأفلام السويدية (السويدية)
- إدوين بي. ويليس على موقع قاعدة بيانات الفيلم (الإنجليزية)
- إدوين بي. ويليس على موقع كينوبويسك (الروسية)